# Holtzwihr
Holtzwihr (deutsch Holzweier) ist eine ehemalige französische Gemeinde mit  1.508 Einwohnern (Stand: 1. Januar 2022) im Département Haut-Rhin in der Region Grand Est. Sie gehörte zum Arrondissement Colmar-Ribeauvillé und zum Kanton Colmar-2.
Mit Wirkung vom 1. Januar 2016 wurden die früheren Gemeinden Holtzwihr und Riedwihr zu einer Commune nouvelle mit dem Namen Porte du Ried zusammengelegt.

## Geografie
Holtzwihr liegt unmittelbar nordöstlich von Colmar.

## Geschichte
Von 1871 bis zum Ende des Ersten Weltkrieges gehörte Holzweier als Teil des Reichslandes Elsaß-Lothringen zum Deutschen Reich und war dem Kreis Colmar im Bezirk Oberelsaß zugeordnet.

## Bevölkerungsentwicklung
| Jahr                                           | 1910 | 1962 | 1968 | 1975 | 1982 | 1990 | 1999 | 2007 | 2013 |
| ---------------------------------------------- | ---- | ---- | ---- | ---- | ---- | ---- | ---- | ---- | ---- |
| Einwohner                                      | 520  | 482  | 527  | 631  | 728  | 831  | 1064 | 1304 | 1353 |
| Quelle: Gemeindeverzeichnis, Cassini und INSEE |      |      |      |      |      |      |      |      |      |

## Sehenswürdigkeiten
- Kirche St. Martin
- Denkmal des amerikanischen Filmschauspielers und höchstdekorierten US-Soldaten des Zweiten Weltkriegs Audie Murphy

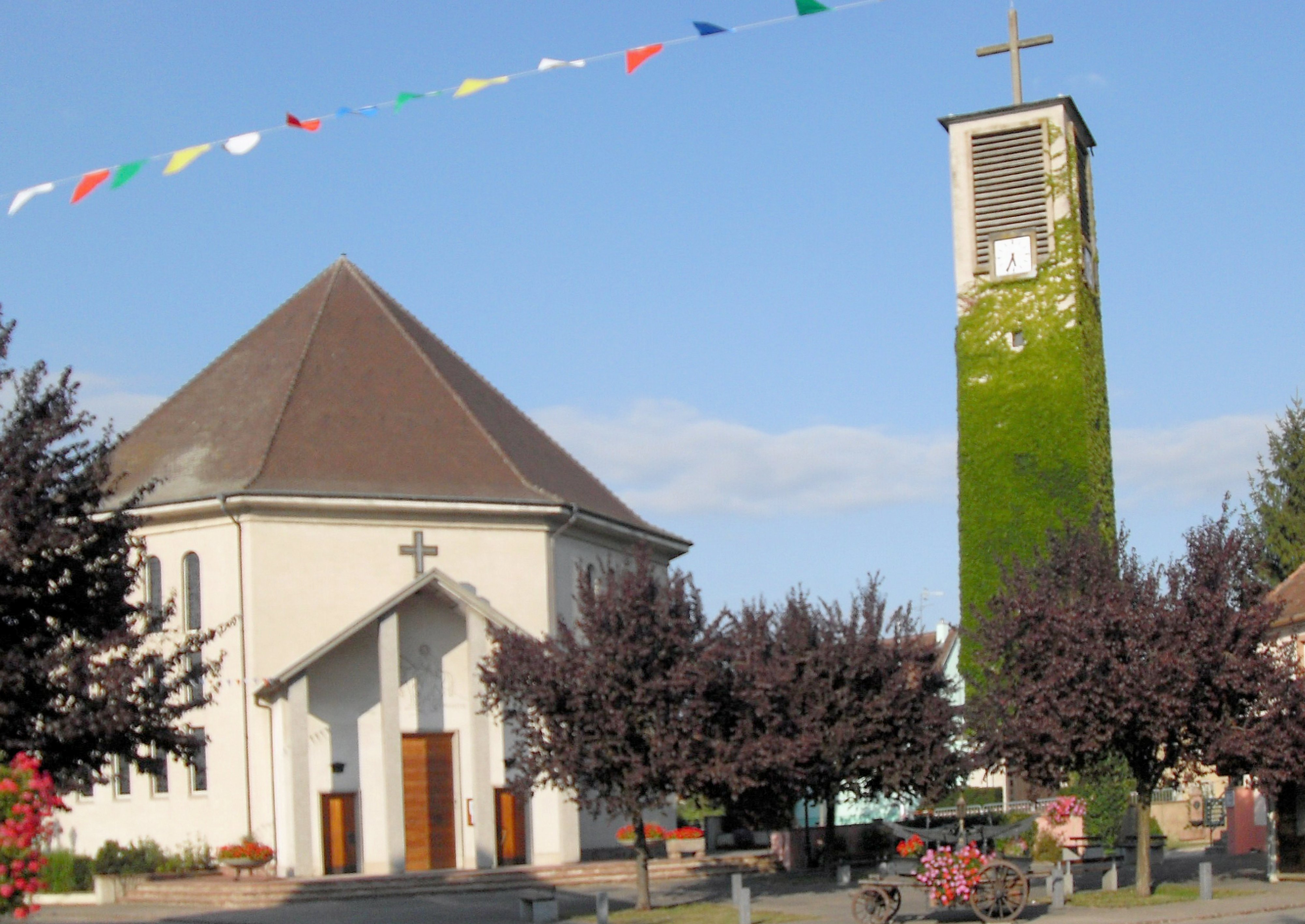
Kirche Saint-Martin, oktogonaler Bau aus dem Jahr 1956 mit separatem Glockenturm
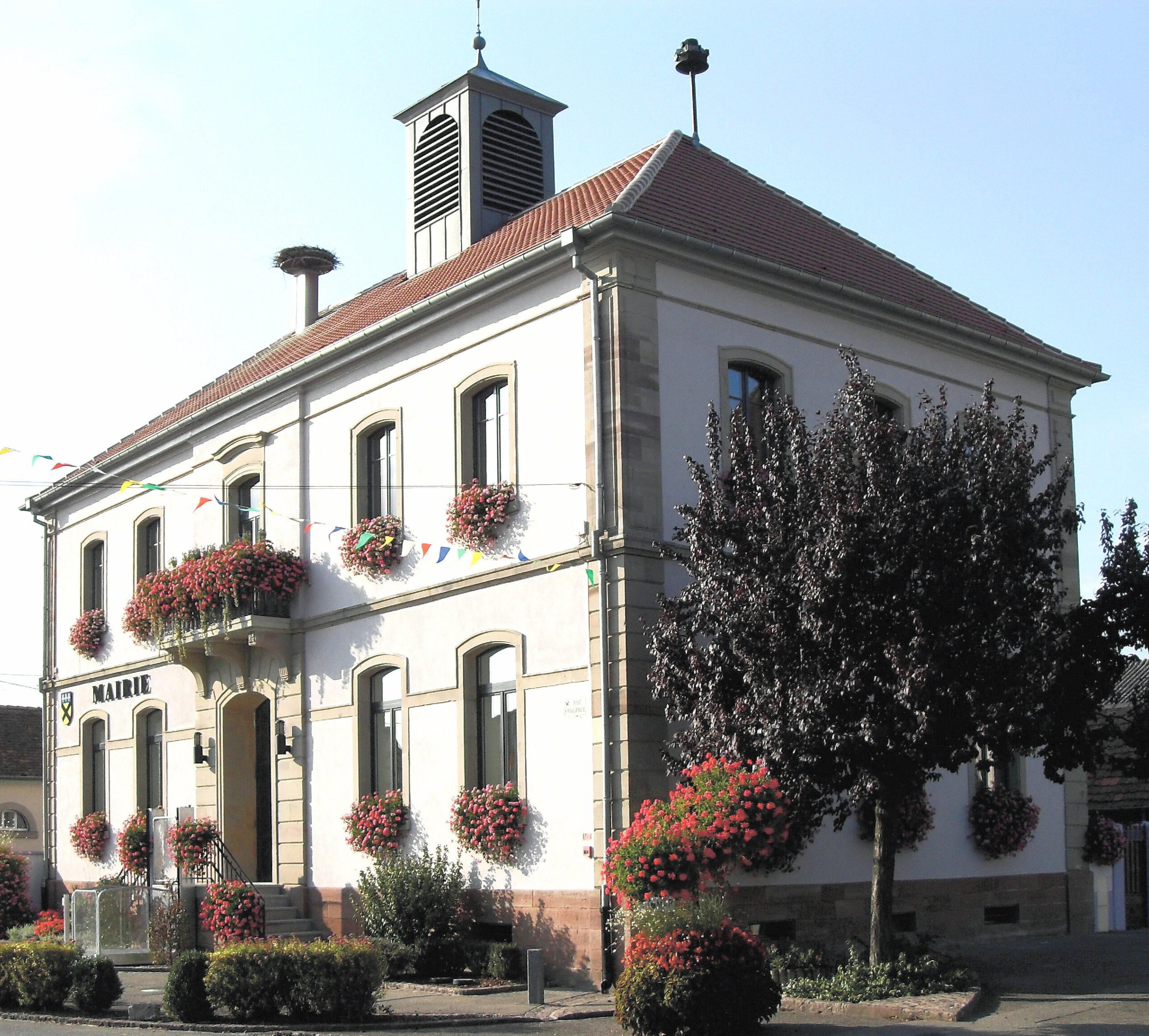
Ehemaliges Rathaus von Holtzwihr

## Partnerschaften
Zusammen mit den ehemaligen Nachbargemeinden Bischwihr, Riedwihr und Wickerschwihr unterhielt Holtzwihr freundschaftliche Beziehung zur deutschen Gemeinde Bahlingen am Kaiserstuhl.